# Adele Sebastian
Adele Stephanie Sebastian (* 14. August 1956 in Riverside (Kalifornien); † 30. September 1983) war eine amerikanische Flötistin des Creative Jazz, die gelegentlich auch sang.

## Leben und Wirken
Sebastian stammte aus einer musikalischen Familie; ihre Mutter Jacquelyn spielte Klavier bei den Albert McNeil Jubilee Singers; Ihr Vater Malvin war Saxophonist und ihre beiden Brüder Joseph und Malvin Jr. sangen. Se strebte eine Ausbildung in den darstellenden Künsten an und schrieb sich an der California State University in Los Angeles mit dem Hauptfach Theaterkunst und dem Nebenfach Panafrikanistik ein. In dieser Zeit knüpfte sie ihre musikalischen Verbindungen zu einer breiten Palette von Jazzmusikern der Westküste, darunter Frank Morgan und vor allem Horace Tapscott. 1973 wurde sie dann Mitglied im Pan Afrikan Peoples Arkestra.
Sebastian war damals schon Dialyse-Patientin; sie war eine der Zentralpersonen der Union of God’s Musicians and Artists Ascension (UGMAA, der Trägerorganisation des Arkestra) und spielte bis zu ihrem Tod im Arkestra. Letztlich war sie an acht Alben dieser Formation aus Los Angeles, darunter die Alben The Call, Live at I. U. C. C. und Flight 17, beteiligt. Gitarrist Nels Cline war mit ihr in einer kurzzeitig existierenden Gruppe namens ONE (The Organization for Natural Expression) und beschrieb sie als „die unglaublich erstaunliche und in jeder Hinsicht großartige Flötenspielerin in Horace [Tapscotts] Arkestra zu dieser Zeit“.
Sebastian galt nicht nur als eine hochqualifizierte Flötistin, sondern auch als selbstbewusste Komponistin und Co-Autorin, Regisseurin und Choreographin eines Musicals über die Geschichte der Afroamerikaner mit dem Titel It’s a Brand New Day. 1982 veröffentlichte sie auf Tom Albachs Plattenlabel Nimbus West ihr einziges Album unter eigenem Namen, Desert Fairy Princess. Es wurde 1981 aufgenommen und enthielt Kompositionen von Jesse Sharps und anderen UGMAA-Musikern sowie eine Version von McCoy Tyners „Man from Tanganyika“. Ihre Arbeit mit verschiedenen Mitgliedern der UGMAA führte zu weiteren Aufnahmen mit Linda Hill (Lullaby for Linda) sowie Rickey Kelley (My Kind of Music) und dem Quintett von Jesse Sharps (Sharps and Flats).
Sebastian starb 1983 an einem Nierenversagen.

## Diskographie
- Desert Fairy Princess (Nimbus; mit Bobby West, Rickey Kelly, Roberto Miranda, Billy Higgins, Daa'oud Woods; 1978)